# Серджіо Андреолі
Серджіо Андреолі (італ. Sergio Andreoli; 3 травня 1922, Капраніка — 18 травня 2002, Вітербо) — італійський футболіст, що грав на позиції захисника. По завершенні ігрової кар'єри — тренер.
Виступав, зокрема, за клуб «Рома». Чемпіон Італії.

## Ігрова кар'єра
У дорослому футболі дебютував 1937 року виступами за команду клубу «Перуджа», в якій провів чотири сезони.
Своєю грою за цю команду привернув увагу представників тренерського штабу клубу «Рома», до складу якого приєднався 1941 року. Відіграв за «вовків» наступні дев'ять сезонів своєї ігрової кар'єри. Більшість часу, проведеного у складі «Роми», був основним гравцем захисту команди. За цей час виборов титул чемпіона Італії.
Згодом з 1950 по 1953 рік грав у складі команд клубів «Реджина» та «Кінотто Нері».
Завершив професійну ігрову кар'єру у клубі «Ромулеа», за команду якого виступав протягом 1955—1956 років.

## Кар'єра тренера
Розпочав тренерську кар'єру відразу ж по завершенні кар'єри гравця, 1956 року, очоливши тренерський штаб клубу «Ромулеа».
З 1959 по 1960 рік очолював команду «Вітербезе». 1962 року на короткий період знову був головним тренером цього клубу.
Помер 18 травня 2002 року на 81-му році життя у місті Вітербо.

## Титули і досягнення
- Чемпіон Італії (1):

«Рома»: 1941–1942